# Laurence Golborne
Laurence Nelson Golborne Riveros (ur. 11 lipca 1961 w Santiago) – chilijski inżynier, menedżer i przedsiębiorca. Minister górnictwa, minister energii oraz minister robót publicznych w administracji prezydenta Sebastiána Piñery.

## Życiorys
Z wykształcenia inżynier przemysłu, ukończył studia na Pontificia Universidad Católica de Chile. Odbył również podyplomowe studia na amerykańskich uczelniach, tj. Northwestern University i Stanford University. Karierę zawodową rozpoczynał w wieku 21 lat jako pracownik koncernu petrochemicznego Esso Chile. Szybko awansował na kolejne stanowiska, obejmował szereg funkcji w kierowniczych organach różnych przedsiębiorstw i fundacji. Był w szczególności dyrektorem zarządzającym koncernu handlowego Cencosud, a także członkiem rady doradczej grupy medialnej Havas Media.
W marcu 2010 został ministrem górnictwa w nowo powołanej administracji rządowej. Niespełna pięć miesięcy po rozpoczęciu przez niego urzędowania doszło do katastrofy górniczej w Copiapó. Wówczas w wyniku tąpnięcia 33 górników zostało uwięzionych pod ziemią w komorze górniczej o powierzchni około 50 metrów kwadratowych. Laurence Golborne jako minister nadzorujący tę branżę koordynował akcję ratunkową prowadzoną przez blisko 60 dni i zakończoną uratowaniem wszystkich uwięzionych. Sukces tej akcji przyniósł ministrowi także znaczącą osobistą popularność, stał się w jej wyniku politykiem powszechnie rozpoznawalnym i cieszącym się najwyższym społecznym zaufaniem (do 87% w sondażach), wymienianym nawet jako kandydat w kolejnych wyborach prezydenckich.
W styczniu 2011 prezydent Sebastián Piñera powierzył mu dodatkowo resort energii. W lipcu 2011 Laurence Golborne odszedł z obu stanowisk ministerialnych, przechodząc na stanowisko ministra robót publicznych (zajmował je do listopada 2012).